# Спасо-Преображенская церковь (Баргузин)
Спасо-Преображенская церковь — православный храм, один из памятников русской архитектуры XIX века в Прибайкалье. Возведён в 1834 году в селе Баргузин на пожертвования местного купечества.

## История
Спасо-Преображенская церковь возведена в 1834 году, взамен старой деревянной, на правом берегу реки Баргузин. Строительство осуществилось стараниями купца Ивана Черных, удостоившегося за это благодарности архиепископа Мелетия.
В 1930-е годы храм закрыли и долгое время использовали под автомастерские. Были разобраны колокольня, восьмигранное завершение и главы над боковыми пределами.
В 1993 году храм возвращён Русской православной церкви.

## Архитектура
План церкви — почти квадрат (22,26 × 24,22 м), к которому с запада примыкает пристрой колокольни со служебными помещениями.
Выступ алтаря с восточной стороны отсутствует. Основной объем продольными стенами разделен на три нефа, из которых средний в два раза шире крайних (8,60 и 4,33 м).
По середине размещался главный престол во имя Преображения Господня, в южном «теплом» — во имя Благовещения Пресвятой Богородицы, в северном «холодном» — во имя Святителя и Чудотворца Николая.
Здание возведено из кирпича на бутовом фундаменте. Боковые нефы перекрыты цилиндрическими сводами. Крыша железная.